# Ян I (Брабант)
Ян I Победител (на нидерландски: Jan I van Brabant; на френски: Jean I le Victorieux, на немски: Johann I; * 1252 или 1253, Льовен; † 3 май 1294) от род Регинариди, е от 1267 до 1294 г. херцог на Брабант и маркграф на Антверпен, от 1288 до 1294 г. херцог на Лимбург.

## Живот
Той е вторият син на херцог Хайнрих III (1231 – 1261) и съпругата му Аликс от Бургундия (1233 – 1273), дъщеря на Хуго IV, херцог на Бургундия. Брат е на Мария Брабантска, която през 1274 г. се омъжва за френския крал Филип III Смелия.
През 1267 г. по-големият му душевноболен брат Хайнрих IV се отказва от службите си в негова полза и влиза в манастир. При Йохан I Брабант процъфтява, градовете получават много привилегии.
Йохан I е също поет, девет негови минезингер-песни са в големия Хайделсбергски Codex Manesse.
На 20 септември 1293 г. в Лувен при участие в турнир в чест на брака на Хенрих III, граф дьо Бар, с дъщерята на крал Едуард I, Ян I е тежко ранен и умира на 3 май 1294 г. Погребан е до втората му съпруга Маргарета Дампиер в манастира на миноритите в Брюксел.

## Фамилия
1-ви брак: на 5 септември 1270 г. с Маргарита Френска (1254 – 1271), дъщеря на френския крал Луи IX. Тя умира обаче през 1271 г. при раждане с детето им.
Втори брак: през 1273 г. с Маргарета Дампиер (* 1250/1255, † 3 юли 1285), дъщеря на Гвидо дьо Дампиер (1226 – 1305), граф на Фландрия. Дълги години до 1280 г. той е сърегент в Холандия. Йохан има от Маргарета Фландърска децата:
- Готфрид (* 1274, † 1302)
- Йохан II (* 27 септември 1275, † 27 октомври 1312), херцог на Брабант и Лимбург
- Маргарета Брабантска (* 4 октомври 1276, † 14 декември 1311), 1292 се омъжва за по-късния римско-немски крал Хайнрих VII Люксембургски, от 1309 г. римско-немска кралица
- Мария (* ок. 1278, † 2 ноември 1338), 1297 омъжена за граф Амадей V от Савоя

Йохан I има и пет извънбрачни деца.
- Женитбата на Йохан и Маргарета Френска
- Женитбата на Йохан и Маргарета Дампиер от хрониката Brabantse Yeesten